# 补骨脂
补骨脂（学名：Cullen corylifolium），又名破故纸，为豆科补骨脂属下的一个种。夏天的时候，会开白色或者淡紫色的花儿。这种草的种子可以做药。

## 延伸阅读
[在维基数据编辑]

## 外部連結
- 補骨脂 （页面存档备份，存于） 藥用植物圖像數據庫 (香港浸會大學中醫藥學院) （中文）（英文）
- 補骨脂 中藥材圖像數據庫  (香港浸會大學中醫藥學院) （中文）（英文）
- 補骨脂 Bu Gu Zhi （页面存档备份，存于） 中藥標本數據庫 (香港浸會大學中醫藥學院) （繁體中文）（英文）
- 補骨脂酚 Bakuchiol （页面存档备份，存于） 中草藥化學圖像數據庫 (香港浸會大學中醫藥學院) （中文）（英文）